# Піно Даніеле
Джузеппе «Піно» Даніеле (італ. Giuseppe «Pino» Daniele; 19 березня 1955, Неаполь, Італія — 4 січня 2015, Рим, Італія) — один з найвідоміших італійських кантауторе. Зажив, на відміну від більшості своїх видатних колег-співвітчизників, світової слави. Уся його творчість просякнута культурою рідного півдня, що легко прослідковується як у музиці, так і у текстах (взагалі, багато пісень написано на napolitano, а на початковому етапі майже всі пісні були неаполітанською. Другим визначальним елементом його творчості є блюз. Сам Піно називає власний стиль «тарамблю» — тарантелла та блюз. Проте його творчисть виходить далеко за ці два стилі або способи життя; вона характеризується різноманітністю, постійним розвитком та оригінальністю.
Опублікував 32 альбоми, з яких 24 студійних, 5 концертних і 3 збірки.

## Біографія

### Початки
Джузеппе Даніеле, або Піно, від пестливого Джузеппіно, народився у Неаполі — залитому пекучим сонцем партенапейському місті, — на початку третьої години дня 19 березня 1955 року, внизу Вулиці Франческо Савеліо Ґарджуло номер 20 (Via Francesco Saverio Gargiulo) (обидві стрілки годинника знаходились між 2 та 3).
Вчився там же: у початковій та середній школі, потім у комерційному технічному інституті Армандо Діас (istituto tecnico commerciale
Armando Diaz, де отримав диплом бухгалтера,), проте бажав вчитися у консерваторії, де була б можливість задовольнити свою любов до музики. Почав грати у 12 років, в повні beat generation.
Перший виступ був на святі друзів.
На початку 70-тих перші спроби грати джаз-рок у групі «Batracomiomachia», потім у 1976 входить як басист до групи Napoli Centrale, де зустрічає Джеймса Сенезе (James Senese).

### Перші успіхи
У 1976 Клаудіо Подджі (Claudio Poggi), продюсер EMI Italiana, прослуховує пробну касету з деякими творами молодого Даніеле, та вирішує видати їх на диску. Вже у середині року виходить сорокап'ятка з піснями Che calore (спочатку названа Ca calore, на виразнішому неаполітанському діалекті) та Furtunato. Пізніше, у 1978 Ca', calore отримає Зелений Диск на Фестивальбарі.
Terra mia 1977 — дебютний альбом, до якого також увійшли пісні з синглу? вказує на глибокі зв'язки кантауторе з партенопейськими та середземноморськими традиціями як у музиці, так і у текстах, подеколи вони нагадують типові народні неаполітанські наспіви. Серед пісень, які мали найбільший успіх, називають Terra mia, 'Na tazzulella 'e cafè та Napule è, яка у той час стала справжнім маніфестом автора та цілого Неаполя (він написав її коли йому було лише 18 років)
Джеймс Сенезе не мало посприяв виданню наступних трьох альбомів: Pino Daniele (1979), Nero a metà (1980), Vai mò (1981). Він знаходився під впливом року, джазу Луї Армстронга, Джорджа Бенсона і понадусім блюзу, реалізуючі синтез найрізноманітніших музичних та лінгвістичних елементів, мав індивідуальну жилку, яка завжди підкорялася планові композиції.

### Слава, стиль та міжнародне визнання
У 1981 Даніеле дає великий концерт на Piazza del Plebiscito у Неаполі, збирається двісті тисяч слухачів; виступає разом з музикантами (між іншими з Тулліо Де Піскопо, Джо Аморузо, Ріно Дзурцоло, Тоні Еспозіто, Джеймс Сенезе), які у тому ж році беруть участь в альбомі Vai mò (друга визначна віха у кар'єрі Даніеле).
У цьому контексті зазвичай йдеться про так званий "Neapolitan Power (" (неаполітанська енергія) — під прапором артистичного оновлення у лоні кампанських традицій, залучення переважно року, блюзу, фанку та джазу.
Його захоплення різними музичними жанрами (від Елвіса Преслі (Elvis Presley) до Роберто Муроло) надає йому можливість створити свій власний стиль, який він сам назвав «taramblù», вказуючи на поєднання тарантели та блюза. Проте тут йдеться не лише про поєднання музичних жанрів, Даніеле використовує ці терміни як символи відповідних культур, які зливаються у його творчості.
У 1982 починається співробітництво з музикантами зі світовою славою. У альбом того року Bella 'mbriana, свій значний внесок зробили Alphonso Johnson на басіта передусім Wayne Shorter на сопрановому саксофоні (обидва з історичної групи Weather Report).
1987 — рік Bonne soirée, альбом прориву, як оцінили його музиканти та спеціалісти. Піно Даніеле ще раз скористувався музикантами найвищого рівня: Pino Palladino бас, Bruno Illiano клавіші(єдиний італійський музикант альбому, що записувався строго вживу, без допомоги комп'ютера), Jerry Marotta ударні (тоді музикант Пітера Ґебріела), Mel Collins саксофон та Mino Cinelu (Weather Report) перкусія.
У 1989 він робить тур по Європі «Night of the guitar» (Ніч гітари), разом з Randy California, Pete Haycock, Steve Hunter, Robby Krieger, Andy Powell, Ted Turner, Leslie West, Phil Manzanera, Яном Аккерманом.
Альбом Non calpestare i fiori nel deserto (Не топчіть квіти у пустелі) 1995, що містить пісні, які характеризуються соціальною та політичною спрямованістю, має великий успіх у широкої публіки (більше 1.200.000 проданих копій). такий результат завдячує безперервному артистичному пошуку Даніеле: пройшовши 20-річний творчий шлях, він завжди лишається зв'язаним зі своїм корінням, і у той самий час у кожному альбомі демонструє артистичну еволюцію та оригінальність, що природно проявляється у комерційному успіху.
22-23 травня 1993 на Cava de' Tirreni дає концерт, який потім виходить як альбом E sona mo'.
Через деякі аспекти, серед яких його «середземноморство», може бути визначений — разом з Khaled та Youssou N'Dour — як один з найпоказовіших виконавців World Music.
Піно Даніеле стає одним з найвідоміших італійських музикантів у світі;
у 1980 бере участь у міланському концерті Боба Марлі (Bob Marley), співає на Олімпіаді у Парижі, з артистами калібру Ralph Towner, Yellow Jackets, Mike Mainieri, Danilo Rea, Mel Collins. У 1995 грає, під час літнього туру, з Pat Metheny, а також з Almamegretta, Jovanotti, Eros Ramazzotti та Chick Corea, коли у 1990 Піно був запрошений Клаудіо Бальйоні до альбому Oltre.
Даніеле записав та видав диск у співпраці з Richie Havens (Common Grounds, 1983) та взяв участь, з двома піснями, у альбомі Gato Barbieri (Apasionado, 1983).
Десять років по тому, у 1993, у альбомі Che Dio ti benedica, з'являється пісня Massimo Troisi (великого друга Піно), 'Uomo in blues.

### 1990-ті
Після розлучення з Доріною Джангранде (Dorina Giangrande) (хористка на альбомах Terra mia e Un uomo in blues), від якої мав двох дітей, Алессандро та Кристину, вдруге оженився на Фабіолі Шаббаразі (Fabiola Sciabbarasi) (екс манекенщиця, якій було присвячено декілька пісень).
З 1990 до 1993, у зв'язку зі станом здоров'я, відчутно зменшує кількість концертів, але з 1994 повертається до виступів вживу.
У 1997 перемагає на Фестивальбарі у двох позиціях: найкращій сингл — Che male c'è та найкращій альбом — Dimmi cosa succede sulla terra.

### 2000-ні
У 2000 підписує новий контракт з BMG;
першим диском з цією великою компанією стає альбом Medina (більше 500.000 копій в Італії), у ньому беруть участь Salif Keita, Faudel та Omar Farouk.
Улітку 2002, чотирма однодумцями Піно Даніеле, Фіореллою Маннойа (Fiorella Mannoia), Франческо Де Ґреґорі (Francesco De Gregori) та Роном (Ron) був здійснений тур, який був записаний, та вийшов на CD та DVD під назвою In tour.
У жовтні 2005 репрезентує сингл It's now or never)відомий англійський cover пісні 'O sole mio, у свій час виконаний Елвісом Преслі), що підготовлювало вихід альбому Iguana cafè.
9 січня 2008 Піно Даніеле об'єднується зі старими друзями De Piscopo, Senese, Esposito, Amoruso та Zurzolo, задля відновлення пісень «Neapolitan Power». Цім складом вони формують потрійний CD з сорока п'яти треків, серед яких переаранжовані найуспішніші старі пісні, оригінальні версії та раніш не опубліковані.
Ця робота символічне титулується Ricomincio da 30 (починаю з 30), що означає 30 років безперервної музичної кар'єри, однак вона також є і даниною другові Массімо Троізі, який у 1981дебютував як кінематографіст з фільмом Ricomincio da tre, для якого Даніеле написав музику.
З зазначеними музикантами, 27 років тому, він записав альбом Vai mò, і у знак цього група зробила успішний тур. 8 липня 2008 Даніеле повертається на «свою» Площу плебісциту з треумфальним концертом, у якому беруть участь численні гості, між якими Giorgia, Chiara Civello, Irene Grandi, Avion Travel, Nino D'Angelo, Gigi D'Alessio. Подія транслювалась телебаченням.
Піно Даніеле співає у дуеті з Джіджі Д'Алессіо (Gigi D'Alessio) пісню Addò sò nat'ajere,з альбому Д'Алессіо Questo sono io
27 березня 2009 виходить альбом Electric Jam, заздалегідь репрезентований синглом Il sole dentro di me, у якому відбувається співпраця (також як автора) з репером Alessandro Aleotti відомим як J-Ax, колишнім учасником Articolo 31. У зв'язку з виходом нового диску був організований '«Electric Jam Europen tour», який закінчився у вересні на Капрі.
1 жовтня 2009 Піно Даніеле вперше співає у Театрі Apollo у Нью-Йорку. 4 жовтня — у Торонто.

### 2010-ті
26 липня 2010 бере участь у фестивалі Crossroads 2010, організованому Еріком Клептоном, проходив у Toyota Park у Чикаго, граючи разом з Joe Bonamassa та Робертом Рендольфом.
23 листопада 2010 виходить альбом Boogie Boogie Man, що отримав назву від головної своєї композиції (на радіо 5 листопада). Його цінність була збільшена дуетами з такими артистами як Міна, Франко Баттіато, Маріо Бйонді та J-Ax.
24 червня 2011 виступив у концерті з Еріком Клептоном на стадіоні Кава-де'-Тіррені перед 16000 глядачами. Під час концерту Піно Даніеле заспівав італійською строфу з
Wonderful Tonight Клептона.
20 березня 2012 вийшов альбом La grande madre (Велика мати), 5 трек якого — кавер клептоновської Wonderful Tonight, перекладений італійською самим Піно. Пісня Searching For The Water Of Life присвячена Save the Children, на підтримку Every One Campaign, кампанії за припинення дитячої смертності.

## Співпраця
З 1976 до 2010 Піно Даніеле співпрацював з (у алфавітному порядку):
- Ян Аккерман
- Almamegretta
- Joe Amoruso
- Antonio Annona
- Avion Travel
- Enzo Avitabile
- Клаудіо Бальйоні
- Victor Bailey
- Mariano Barba
- Gato Barbieri
- Joe Barbieri
- Bob Berg
- Лоредана Берте
- Alex Britti
- Joe Bonamassa
- Donatella Brighel
- Kelvin Bullen
- Lotfi Bushnaq
- Randy California
- Luca Carboni
- Dave Carpenter
- Saturnino Celani
- Tony Cercola
- Don Cherry
- Mino Cinelu
- Chiara Civello
- Eric Clapton
- David Clayton
- Біллі Кобем
- Vinnie Colaiuta
- Fabio Massimo Colasanti
- Mel Collins
- Fabio Concato
- Chick Corea
- Danny Cummings
- Randy Crawford
- Gigi D'Alessio
- Lucio Dalla
- Nino D'Angelo
- Bruno De Filippi
- Francesco De Gregori
- Franco Del Prete
- Tullio De Piscopo
- Gigi De Rienzo
- Maria Pia De Vito
- Maria Di Donna
- Ел Ді Меола
- Jimmy Earl
- Nathan East
- Ernesttico
- Loredana Errore
- Peter Erskine
- Tony Esposito
- Faudel
- Fabio Forte
- Steve Gadd
- Matthew Garrison
- Dorina Giangrande
- Gaetano Giglio
- Giorgia
- Alfredo Golino
- Eddie Gomez
- Mick Goodrick
- Irene Grandi
- Trilok Gurtu
- Richie Havens
- Pete Haycock
- Steve Hunter
- Bruno Illiano
- J-Ax
- Rosario Jermano
- Alphonso Johnson
- Deron Johnson
- Jovanotti
- Manu Katche
- Salif Keïta
- Robby Krieger
- Adalberto Lara
- Bernard Lavilliers
- Luciano Ligabue
- Mike Mainieri
- Fiorella Mannoia
- Phil Manzanera
- Agostino Marangolo
- Rita Marcotulli
- Jerry Marotta
- Greg Mathieson
- Jeremy Meek
- Lele Melotti
- Phil Mer
- Pat Metheny
- Don Moye
- Roberto Murolo
- Noa
- Larry Nocella
- 99 Posse
- Antonio Onorato
- Orixas
- Alfredo Paixão
- Pino Palladino
- Gino Paoli
- Alan Pasqua
- Luciano Pavarotti
- Gennaro Petrone
- Gianluca Podio
- Karl Potter
- Rachel Z
- Paolo Raffone
- Raiz
- Eros Ramazzotti
- Hossam Ramzy
- Robert Randolph
- Danilo Rea
- Ron
- Elia Rosa
- Mario Rosini
- Vasco Rossi
- Ліна Састрі
- James Senese
- Paco Sery
- Bob Sheppard
- Wayne Shorter
- Simple Minds
- Carol Steele
- Steps Ahead
- Anna Tatangelo
- Richard Tee
- Juan Pablo Torres
- Ralph Towner
- Massimo Troisi
- Gino Vannelli
- Орнелла Ваноні
- Nanà Vasconcelos
- Ernesto Vitolo
- Dave Weckl
- Linda Wesley
- Leslie West
- Chris White
- Yellow Jackets
- Zucchero
- Marco Zurzolo
- Rino Zurzolo

## Звукові доріжки
Піно Даніеле написав музику звукових доріжок для багатьох фільмів.
Окрім трьох фільмів Massimo Troisi (Ricomincio da tre, Le vie del Signore sono finite та Pensavo fosse amore invece era un calesse), іменем Даніеле підписані звукові доріжки La mazzetta (1978) Sergio Corbucci, Se lo scopre Gargiulo (1988) Elio Porta, Amore a prima vista (1999) Vincenzo Salemme та Opopomoz (2003) мультиплікаційний фільм Enzo D'Alò.
Для Mi manda Picone (1983) Nanni Loy, Даніеле пише пісню Assaje, виконана героїнею Ліни Састрі (решта музики до фільму належить Tullio De Piscopo).
Дві пісні взяті з його концерту на Mostra d'Oltremare у Неаполі у 1984 починають та завершують стрічку Blues Metropolitano 1984 (Yes I know my way та Lazzari felici).
Je so' pazzo була використана як «звукова доріжка» для мрійї одного з Трьох братів у стрічці Francesco Rosi Tre fratelli(1982); та ж пісня присутня також у La mano de Dios Marco Risi (2006), в момент, коли Марадона прибуває у Неаполь.
Disperata vita була використана як звукова доріжка у Fame chimica (2003) Antonio Bocola e Paolo Vari.
Останнім часом він написав звукові доріжки для «La seconda volta non si scorda mai» зAlessandro Siani, вийшов 11 aprile 2008.
- (1978) La mazzetta, режисер Sergio Corbucci
- (1981) Ricomincio da tre, режисер Massimo Troisi
- (1983) Mi manda Picone, режисер Nanni Loy
- (1985) Blues metropolitano, режисер Salvatore Piscicelli
- (1987) Le vie del Signore sono finite, режисер Massimo Troisi
- (1988) Se lo scopre Gargiulo, режисер Elio Porta
- (1991) Pensavo fosse amore invece era un calesse, режисер Massimo Troisi
- (1999) Amore a prima vista, режисер Vincenzo Salemme
- (2003) Opopomoz, режисер Enzo D'Alò
- (2003) Fame chimica, режисер Antonio Bocola e Paolo Vari
- (2006) La mano de Dios, режисер Marco Risi
- (2008) La seconda volta non si scorda mai, режисер Alessandro Siani
- (2009) Negli occhi, режисер Daniele Anzellotti & Francesco Del Grosso, co-prodotto da Giovanna Mezzogiorno
- (2010) Passione, режисер John Turturro

## Discografia

### Альбоми
- 1977 — Terra mia (EMI Italiana, 3C 064 18277)
- 1979 — Pino Daniele (EMI Italiana, 3C 064 18391)
- 1980 — Nero a metà (EMI Italiana, 3C 064 18468)
- 1981 — Vai mò (EMI Italiana, 3C 064 18550)
- 1982 — Bella 'mbriana (EMI Italiana, 3C 064 18590)
- 1984 — Musicante (EMI Italiana, 64 2401501)
- 1984 — Sció live (live, album doppio) (EMI Italiana, 64 2402723)
- 1985 — Ferryboat (Sciò Records, EMI Italiana, 64 2402641)
- 1987 — Bonne soirée(EMI Italiana, 64 2407701)
- 1988 — Le vie del Signore sono finite (colonna sonora del film omonimo, mini LP)(EMI Italiana, 50 7900981)
- 1988 — Schizzechea with love (EMI Italiana, 64 7909721)
- 1989 — Mascalzone latino (EMI Italiana, 66 7934691)
- 1990 — Tra Musica e Magia
- 1991 — Un uomo in blues (CGD, 9031 73310-1)
- 1992 — Sotto 'o sole
- 1993 — Che Dio ti benedica
- 1993 — E sona mo' (live)
- 1995 — Passa o tiempo e che fà
- 1995 — Non calpestare i fiori nel deserto
- 1997 — Dimmi cosa succede sulla terra
- 1998 — Yes I Know My Way (antologia con 3 inediti)
- 1999 — Come un gelato all'equatore
- 2001 — Medina
- 2001 — Pino Daniele Live @ RTSI (запис 1983)
- 2002 — Concerto Medina Tour 2001 (концертний)
- 2002 — In tour (концертний з Francesco De Gregori, Fiorella Mannoia e Ron, подвійний альбом).
- 2004 — Passi d'autore
- 2005 — Iguana cafè — Latin blues e melodie
- 2007 — Il mio nome è Pino Daniele e vivo qui
- 2008 — Ricomincio da 30 (антологія з 27 пісень в оригінальній версії, 18 нових версій та 4 неопублікованих, потрійний альбом)
- 2009 — Electric Jam
- 2010 — Boogie Boogie Man
- 2012 — La Grande Madre[it]

### Концертні
- 1984 — Sció live (live, подвійний альбом) (EMI Italiana, 64 2402723)
- 1994 — E sona mo'
- 2001 — Pino Daniele Live @ RTSI (запис 1983)
- 2002 — Concerto Medina Tour 2001 (з двома неопублікованими)
- 2002 — In tour (концертз Франческо Де Ґреґорі, Фіореллою Маноєю та Роном, подвійний альбом.

### Збірки
- 1998 — Yes I Know My Way ((антологія з трьома неопублікованими)
- 2000 — Napule è (2 cd)
- 2008 — Ricomincio da 30 (антологія з 27 композицій у оригінальній версії, 18 нових версій та 4 непублікованих, потрійний альбом)

### Сингли
- 1976 — Ca calore/Fortunato (EMI Italiana, 3C 006 18189)
- 1977 — 'Na tazzulella 'e cafè/Napule è (EMI Italiana, 3C 006 18202)
- 1979 — Je so' pazzo/Putesse essere allero (EMI Italiana, 3C 006 18417)
- 1980 — Nun me scoccià/I say i sto ccà (EMI Italiana, 3C 006 18430)
- 1985 — Ferryboat/Amico mio (EMI Italiana)
- 1988 — Tell me now/Jesce juorno (EMI Italiana)
- 1989 — Anna verrà/Carte e cartuscelle (EMI Italiana)
- 1991 — 'O scarrafone/'O scarrafone (scaramix edit version) (CGD, 9031 73363-7)
- 1993 — Che Dio ti benedica/Questa primavera (CGD, 06000077-7)
- 1995 — Io per lei/'O cammello 'nnammurato
- 1997 — Che male c'è/Dubbi non ho
- 1998 — Amore senza fine/Yes I know my way
- 1999 — Neve al sole/Cosa penserai di me
- 2001 — Sara/Mareluna
- 2004 — Pigro/Tango della buena suerte
- 2005 — It's now or never
- 2005 — Occhi che sanno parlare
- 2005 — Narcisista in azione
- 2005 — Maria
- 2007 — Back Home
- 2007 — Vento di passione
- 2007 — Rhum and coca
- 2008 — Anema e core
- 2009 — Il sole dentro me
- 2009 — Dimentica
- 2010 — Boogie Boogie Man
- 2011 — It's a Beautiful Day

### Збірки без неопублікованого
- 1986 — Musica musica (EMI)
- 1990 — Tra musica e magia
- 1995 — Passa 'o tiempo e che fa — I primi anni
- 1997 — Voglio 'o mare
- 2000 — Studio Collection, Le origini (EMI)
- 2000 — Napule è
- 2002 — Amore senza fine

### Твори для інших артистів
- 1983 — Common Ground (Richie Havens)
- 1990 — Io dal mare da Oltre (Клаудіо Бальйоні)
- 1991 — In questa città (Лоредана Берте)
- 1993 — Gli amori della vita mia (Joe Barbieri)
- 1997 — Mangio troppa cioccolata (Giorgia)
- 1998 — Virus (Joe Barbieri)
- 2009 — SILVIAPRILE (Silvia Aprile)

### Cover
| Артист          | Пісня                          | Рік  | Альбом                        |
| --------------- | ------------------------------ | ---- | ----------------------------- |
| Орнелла Ваноні  | Anima (feat. Pino Daniele)     | 2009 | Più di te                     |
| Mango           | Quando                         | 2008 | Acchiappanuvole               |
| Anna Tatangelo  | Anna verrà                     | 2008 | Nel mondo delle donne         |
| Laura Pausini   | Quando                         | 2006 | Io Canto                      |
| Anna Calemme    | Napule è                       | 2006 | Nà Maschera                   |
| Monica Sarnelli | Assaje                         | 2005 | Lazzari felici                |
| Міна            | Napule è                       | 2003 | Napoli secondo estratto       |
| Міна            | Quanno chiove                  | 1996 | Napoli                        |
| Gino Paoli      | Napule è                       | 1999 | Napule è                      |
| Mario Trevi     | Napule è                       | 1995 | …Niente — Trevi canta Daniele |
| Mario Trevi     | Appocundria                    | 1995 | …Niente — Trevi canta Daniele |
| Mario Trevi     | Donna Cuncetta                 | 1995 | …Niente — Trevi canta Daniele |
| Mario Trevi     | Sotto 'o sole                  | 1995 | …Niente — Trevi canta Daniele |
| Mario Trevi     | Chi tene 'o mare               | 1995 | …Niente — Trevi canta Daniele |
| Mario Trevi     | Viento                         | 1995 | …Niente — Trevi canta Daniele |
| Mario Trevi     | Quanno chiove                  | 1995 | …Niente — Trevi canta Daniele |
| Mario Trevi     | Terra mia                      | 1995 | …Niente — Trevi canta Daniele |
| Mario Trevi     | Cammina cammina                | 1995 | …Niente — Trevi canta Daniele |
| Mario Trevi     | 'O ssaje comme fa 'o core      | 1995 | …Niente — Trevi canta Daniele |
| Anna Oxa        | Quando                         | 1994 | Cantautori 2                  |
| Anna Oxa        | Anna verrà                     | 1993 | Cantautori                    |
| Marisa Monte    | E po' che fa (Bem que se quis) | 1989 | MM                            |